# Juana Barraza
Juana Dayanara Barraza Samperio (* 27. Dezember 1957 in Epazoyucan, Hidalgo) ist eine mexikanische Serienmörderin, der man die Ermordung von mindestens 40 älteren Personen nachweisen konnte.

## Leben
Juana Barraza wurde 1957 als Tochter von Trinidad Barraza, einem Polizisten und der Prostituierten Justa Samperio in der Kleinstadt Epazoyucan geboren. Drei Monate nach Barrazas Geburt trennten sich ihre Eltern, da ihre Mutter eine außereheliche Beziehung mit Refugio Samperio begann, der bald darauf zu Juanas Stiefvater und auch Vaterersatz werden sollte. Juana lernte als Kind nie lesen und wuchs in Armut und in einem sozial ungünstigen Elternhaus auf. Als sie zwölf Jahre alt war, zwang ihre Mutter sie, sich ebenfalls zu prostituieren. José Lugo, ein wesentlich älterer Mann, missbrauchte sie über einen Zeitraum von mehr als vier Jahren. Sie wurde im Alter von 13 Jahren und erneut, als sie 16 Jahre alt war, von Lugo schwanger. Beide Male kam es zu Fehlgeburten.
Nach dem Tod ihrer Mutter, die an Leberzirrhose starb, zog Barraza nach Mexiko-Stadt. Hier war sie in den 1970er Jahren mehrmals verheiratet; die genaue Anzahl ist nicht bekannt. Aus diesen Ehen, die nur relativ kurz hielten, wurde Barraza Mutter von vier Kindern. Ihr ältester Sohn sollte im Alter von 24 Jahren als Mitglied einer Straßengang bei einem Streit den Tod finden.
Barraza hielt sich zwischen den 1970er und 1990er Jahren mit Gelegenheitsjobs finanziell über Wasser. Da sie auch physisch die Voraussetzungen für den Job hatte, trat sie auch als Wrestlerin mit dem Spitznamen La Dama del Silencio (Die stille Lady) auf Jahrmärkten in Zentralmexiko auf. Als sie im Jahr 1995, nach der Geburt ihres jüngsten Kindes, wieder ein Mal knapp bei Kasse war, begann sie, sich mit Ladendiebstählen und Wohnungs- und Hauseinbrüchen ihre Kasse aufzubessern. Zusammen mit einer Freundin, Aracelia Tapia Martínez, verschaffte sie sich ab 1996 in der Kluft von Krankenschwestern, Zugang zu den Wohnungen von älteren Damen, um ihnen Pflege und Hilfe im Haushalt anzubieten. Während ihrer Aufenthalte in den Wohnungen stahlen die beiden Frauen Habseligkeiten und Schmuck.
Bei diesen wie auch den weiteren Taten half Barraza der Kontakt zu Moisés Flores Domínguez, einem korrupten Polizisten der Bundespolizei, den sie mit 12.000 Pesos (ca. 600 Euro) bestechen konnte, über die Taten hinwegzusehen.
Als sie im Jahr 2000 gesundheitsbedingt ihren Job als Wrestlerin aufgeben musste, der ihr finanzielles Einkommen abgesichert hatte, und sie auch fürchten musste eines Tages bei ihren Raubtouren gefangen genommen zu werden, begann sie die einzigen Zeuginnen, die älteren pflegebedürftigen Damen, zu ermorden. Das erste bekannte Opfer der Mordserie war die 64 Jahre alte María de la Luz González Anaya, die Barraza am 25. November 2002 in deren Wohnung attackierte und mit bloßen Händen erwürgte.
Barraza legt danach eine dreimonatige Pause ein. Da Ende der 1990er und Anfang der 2000er Jahre die Mordrate an älteren Personen in Mexiko-Stadt sich auf hohem Niveau befand, wurde in den Medien oft von einem männlichen Serienmörder (El Mataviejitas) gesprochen. Barraza, deren Ego getroffen war, sah sich durch die Medienberichte inspiriert, eine eigene Geschichte zu erzählen. Am 2. März 2003 begann Barraza eine der grausamsten Mordserien in der Geschichte Mexikos. Von März bis November 2003 tötete sie sieben Frauen zwischen 76 und 87 Jahren, in dem sie sie zunächst brutal niederschlug und danach mit einem Kabel, einem Gürtel oder mit einem Stethoskop erwürgte.
Im Herbst 2003 war sich die Polizei von Mexiko-Stadt einig, dass eine Serienmörderin ihr Unwesen trieb, die sich entweder als Krankenschwester oder Sozialarbeiterin Zugang zu den Wohnungen der älteren Bürgerinnen verschaffte. Doch wurde die Polizei von der Stadtregierung angeordnet, die Ermittlungsergebnisse nicht publik zu machen. Politik spielte eine nicht unwesentliche Rolle. Der Bürgermeister von Mexiko-Stadt, Andrés Manuel López Obrador, kandidierte bei der 2006 anberaumten Präsidentschaftswahl als Kandidat der linken PRD, für das höchste Amt im Staat. Sein Herausforderer, der konservative Felipe Calderón von der PAN warf Obrador vor, dass unter der linken Politik die Gewaltverbrechen in Mexiko-Stadt zugenommen hätten und mangelnde Sozialpolitik dafür verantwortlich sein, dass das öffentliche Gesundheitssystem derart abgewirtschaftet habe, das nun einer Serienmörderin erlaube, als Sozialarbeiterin ihre Taten zu verüben. Um Chancen bei der Wahl zu haben, brauchte Obrador kein negatives Presseecho.
Die Frequenz, in der Barraza nun zuschlug, erhöhte sich auf dramatische Weise. Von Februar bis November 2004, dem zweiten Jahr ihrer Mordserie, fielen ihr 14 Frauen, zwischen 70 und 92 Jahren, zum Opfer. Im Frühsommer 2005 lernte sie einen Taxifahrer, José Francisco Torres Herrera, kennen, den sie in ihre Taten einweihte und der ihr Komplize wurde. Die Frequenz der Morde wurde erneut gesteigert. Da Barraza nun mit dem Taxi auch auf ein Fahrzeug zurückgreifen konnte, fanden nun viele der Morde nicht nur am Tag, sondern auch in der Nacht statt. Von Januar bis Oktober 2005 ermordete Barraza 17 weitere Menschen, darunter am 14. April 2005 den 74 Jahre alten Arturo Patiño Barranco, der das erste von nur zwei männlichen Mordopfern von Juana Barraza wurde.
Erst der Tod der 82 Jahre alten Carmen Camila González Miguel, die am 28. September 2005 ermordet wurde, rief die Polizei auf den Plan. Erstmals hatte es eine Frau der oberen Mittelschicht getroffen, die zudem die Mutter von Luis Rafael Moreno González gewesen war, einem bekannten Kriminologen Mexikos. Die Polizei rief eine Taskforce mit dem Titel Operación Parques y Jardines (Operation Parks und Gärten) ins Leben; die Präsenz der Polizei auf der Straße wurde drastisch erhöht. In einer danach stark kritisierten Aktion begann die Polizei Jagd auf Homosexuelle und Transgender zu machen, da man annahm, der Täter wäre in deren Reihen zu finden. Knapp 50 Personen, schwule Stricher und transsexuelle Prostituierte, wurden kurzzeitig verhaftet, ohne Juana Barraza einen Schritt näher zu kommen.
Als in der Zeit zwischen Oktober 2005 und Januar 2006 die Morde pausierten, nahmen die Ermittler an, der Täter habe Suizid begangen. Doch erst der Tod der 84-jährigen Vermieterin Ana María de los Reyes Alfaro, die am 25. Januar 2006 ermordet worden war, brachte die Spur der Ermittler auf Barraza. Als Barraza den Tatort verließ, wurde sie von einer Zeugin gesehen, die die Polizei verständigte. Barraza wurde kurze Zeit später festgenommen. Obwohl sie Analphabetin war, entdeckte die Polizei in ihrer Wohnung einen Raum, in dem sie Zeitungsausschnitte archiviert hatte, die von den Morden berichteten. Auch hatte sie einen Altar errichtet, auf dem sie Jesús Malverde, einem mexikanischen Nationalheiligen, und Santa Muerte Opfer darbrachte. Erst jetzt gaben die Polizisten zu, dass Barraza auch einmal auf dem Polizeirevier gesessen hatte, um eine Aussage zu tätigen. Sie hatten sie jedoch laufen lassen. Eine Woche vor ihrer Verhaftung hatte sie zudem in einem Fernsehinterview auch über ihre Karriere als Wrestlerin gesprochen, ohne Verdacht zu erregen.
Der Prozess gegen Juana Barraza wurde 2008 eröffnet. Sie wurde wegen 30 Morden angeklagt; 16 von ihnen konnten ihr zweifelsfrei nachgewiesen werden, da sie Fingerabdrücke an den Tatorten hinterlassen hatte. Sie wurde zu einer Freiheitsstrafe von 759 Jahren verurteilt. Eine Haftentlassung auf Bewährung ist erst im Jahr 2058 möglich; sie wäre dann 100 Jahre alt.

## Liste der Opfer
Die fettgeschriebenen sind die beiden männlichen Opfer der Mordserie:
- 25. November 2002: María de la Luz González Anaya (64)
- 2. März 2003: Guillermina León Oropeza (84)
- 25. Juli 2003: María Guadalupe Aguilar Cortina (86)
- 9. Oktober 2003: María Guadalupe de la Vega Morales, (87)
- 24. Oktober 2003: María del Carmen Muñoz Cote de Galván (78)
- 4. November 2003: Lucrecia Elsa Calvo Marroquín (85)
- 19. November 2003: Natalia Torres Castro (85)
- 28. November 2003: Alicia Cota Ducoin (76)
- 20. Februar 2004: Alicia González Castillo (75)
- 25. Februar 2004: Andrea Tecante Carreto (74)
- 20. März 2004: Carmen Cardona Rodea (76)
- 26. März 2004: Socorro Enedina Martínez Pajares (82)
- 24. Mai 2004: Guadalupe González Sánchez (74)
- 25. Juni 2004: Esthela Cantoral Trejo (85)
- 1. Juli 2004: Delfina González Castillo (92)
- 3. Juli 2004: María Virginia Xelhuatzi Tizapán (84)
- 19. Juli 2004: María de los Ángeles Cortés Reynoso (84)
- 31. August 2004: Margarita Martell Vázquez (72)
- 29. September 2004: Simona Bedolla Ayala (79)
- 24. Oktober 2004: María Dolores Martínez Benavides (70)
- 9. November 2004: Margarita Arredondo Rodríguez (83)
- 17. November 2004: María Imelda Estrada Pérez (76)
- 11. Januar 2005: Julia Vera Duplan (60)
- 10. Februar 2005: María Elena Mendoza Vallares (59)
- 13. April 2005: María Elisa Pérez Moreno (76)
- 14. April 2005: Arturo Patiño Barranco (74)
- 19. April 2005: Carolina Robledo (79)
- 20. April 2005: Ana María Velázquez Díaz (62)
- 17. Juni 2005: Celia Villaliz Morales (78)
- 29. Juni 2005: María Guadalupe Núñez Almanza (78)
- 5. Juli 2005: Julia Vargas (64)
- 5. Juli 2005: Mario Cruz Flores (84)
- 20. Juli 2005: Emma Armenta Aguayo (80)
- 9. August 2005: Emma Reyes Peña (72)
- 11. August 2005: Carmen Sánchez Serrano (76)
- 15. August 2005: Dolores Concepción Silva Calva (91)
- 28. September 2005: María del Carmen Camila González Miguel (82)
- 28. September 2005: Guadalupe Oliver Contreras (85)
- 18. Oktober 2005: María de los Ángeles Repper Hernández (92)
- 25. Januar 2006: Ana María de los Reyes Alfaro (84)